# Magdalenka (Mazovie)
Pour les articles homonymes, voir Magdalenka.
Magdalenka (prononciation : [maɡdaˈlɛŋka]) est un village polonais de la gmina de Lesznowola dans le powiat de Piaseczno de la voïvodie de Mazovie dans le centre-est de la Pologne.
Il se situe à environ 3 kilomètres au nord-ouest de Lesznowola (siège de la gmina), 9 kilomètres au nord-ouest de Piaseczno (siège du powiat) et à 15 kilomètres au sud-ouest de Varsovie (capitale de la Pologne).
Le village compte approximativement une population de 974 habitants en 2010.

## Histoire
De 1975 à 1998, le village appartenait administrativement à la voïvodie de Varsovie.

## Faits divers
Le village a également été le site d'un conflit sanglant entre les forces spéciales polonaises, le BOA (Biuro Operacji Antyterrorystycznych ), et deux combattants de la mafia lourdement armés en 2003. Il en a résulté deux policiers tués et dix-huit blessés. Les combattants de la mafia ont utilisé des mines et des explosifs faits maison, et qu'ils avaient également au moins vingt-huit armes, du pistolet au fusil.